# باسيتراسين
باسيتراسين هو عبارة عن خليط من عديد الببتيد الحلقي المتصل، تنتجه كائنات حية من مجموعة اللشينوفورمس العصوية الدقيقة فار تريسي، تم عزله للمرة الأولى في عام 1945.
هذه البيبتيدات تعطل كلا النوعين من البكتيريا إيجابية الغرام وسالبة الغرام، عن طريق التدخل في تصنيع الببتيدو غليكان و جدار الخلية.
يستخدم الباسيتراسين كمستحضر موضعي فقط ( لأنه ذو سمية عالية في حال استخدامه داخليا )، من ناحية التفاعلات الجانبية فقط، وبالمقارنة مع الباسيتراسين، فان الهلام المعدني (الفازلين) يمتلك معدل عدوى منخفض مساوي، كما يمتلك حد ادنى من الإصابة بالحساسية.
استخدام الباسيتراسين واسع الإنشار والذي يستخدم للجروح الطفيفة يتسبب في المقاومة ضد المضاد الحيوي لذلك يكون غير مفيد.
وهذا الاستخدام الواسع الانتشار، ساهم في نشوء البكتيريا العنقودية الذهبية المقاومة للميثيسيلين، خصوصا الذرية القاتلة للغاية ST8:USA300.

## التاريخ
اسم الدواء الفريد من نوعه مستمد من حقيقة أنه تم عزله من قبل جون جوورلي، من فتاة تسمى مارجريت تريسي(1936-1994)، وقد أخطأت في كتابة اسم العائلة، وتم اختصار الاسم إلى الإملائي الأكثر شيوعا تريسي.
وتمت الموافقة عليه من قبل إدارة الاغذية والعقاقير في عام 1948.

## التصنيع
يتم تصنيع الباسيتراسين بواسطة ما يسمى بالببتيد المخلق غير ريبوسومي، هذا يعني أن الريبوسومات غير مشاركة في تصنيعه.
باك ABC مشارك في التصنيع.
تجاريًا، يتم تصنيع الباسيتراسين عن طريق إنبات البكتيريا العصوية الدقيقة تريسي 1، في وعاء يحتوي على وسط نمو سائل، ومع الوقت تصنع هذه البكتيريا المضاد الحيوي، ويفرز المضاد الحيوي في هذا الوسط،
ثم يستخلص المضاد الحيوي من الوسط باستخدام عمليات كيميائية.

## التركيب
يتكون الباسيتراسين من خليط من المركبات المتصلة ذات درجات مختلفة في النشاط المضاد للجراثيم، هناك أجزاء ملحوظة تحتوي على باسيتراسين A,A1,B,B1,B2,C,D,E,F,G,X.
لقد وجد أن باسيتراسين A، لديه أعلى نشاط مضاد للجراثيم، بينما باسيتراسين B1و B2، لديهما فعالية مماثلة تقارب 90% كنشاط باسيتراسين A.
أما المكونات الأخرى للباسيتراسين، بما فيها F و X، فيتبين أنها لم تدرس على نطاق واسع.

## طيف النشاط وبيانات القابلية
الباسيتراسين عبارة عن مضاد حيوي ذو طيف واسع، يستهدف كلا النوعين من البكتيريا موجبة الجرام وسالبة الجرام، خصوصا التي تسبب إصابات جلدية.
وفيما يلي تمثل البيانات التي لها قابلية التأثر لبضع الكائنات الحية الدقيقة الهامة طبيا:
- العنقودية الذهبية–<= 0.03-700 مكرو غرام / مل
- العنقودية البشروية– 0.25- >16 مكرو غرام / مل
- العِقْدِية المُقَيِّحة – 0.5- >16 مكرو غرام / مل

.

## آلية العمل
المقالة الرئيسية: باكتوبرينول فوسفات.
يتدخل الباسيتراسين في عملية نزع الفُسْفات من C55-isoprenyl pyrophosphate، وهو عبارة عن الجزيء الذي يحمل اللبنات الأساسية، لبناء الببتيدو غليكان لجدار الخلية البكتيرية خارج الغشاء الداخلي.
ادعى البعض على أن الباسيتراسين، هوعبارة عن بروتين مثبط مصاوغ ثنائي السلْفيد، ولكن اجريت دراسات في المختبر نفت في صحة هذا.

## الاستخدام الطبي

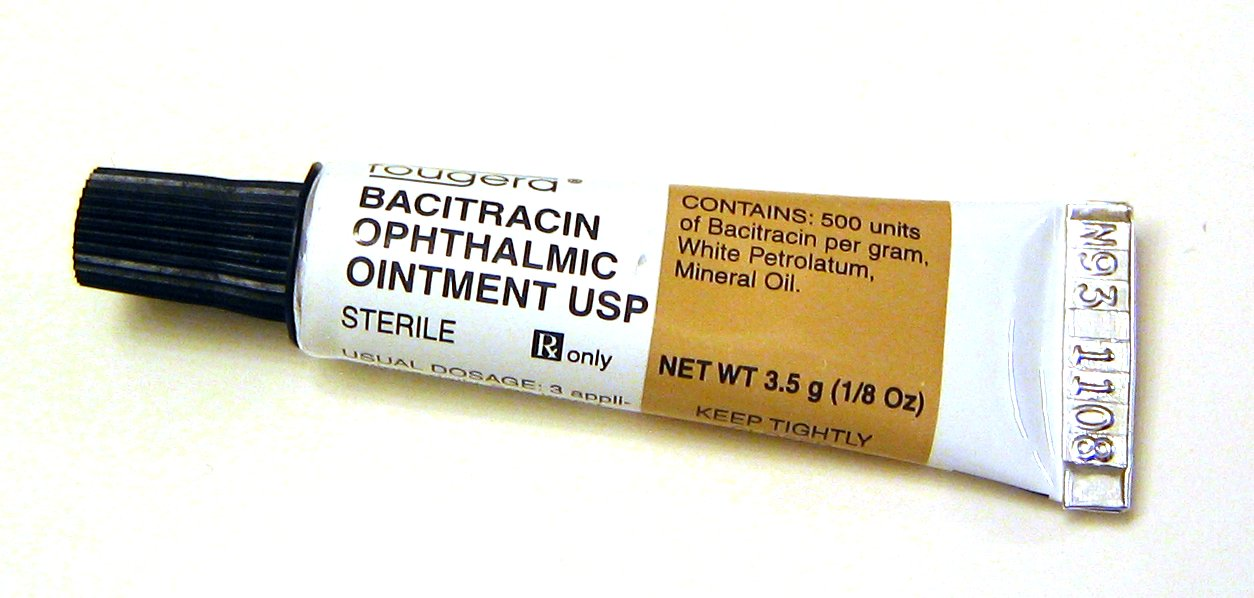
أنبوب من مرهم الباسيتراسين للعيون.

يستخدم الباسيتراسين في الطب البشري كمضاد حيوي عديد الببتيد، ووافقت عليه مؤسسة الغذاء والدواء الأمريكية لاستخدامه للدجاج و الديك الرومي، رغم أن استخدامه في الحيوانات، يساهم في مقاومة المضاد الحيوي.
كما أن ملح باسيتراسين زنك يمتزج مع مضادات موضعية أخرى، ( غالبا بوليميكسين ب و نيوميسين) كمرهم ( مرهم مضاد حيوي ثلاثي، باسم تجاري شائع نيوسبورين)، يستخدم لعلاج العدوى المختلفة للجلد والعين الموضعية، كما أنه يستخدم لمنع إصابة الجروح بالعدوى، هناك شكل غير مرهمي من محلول عيني متوفر أيضا لعدوى العين.

على الرغم من تفاعلات الحساسية مع الادوية المحتوية على مركبات السلفا التي تم ذكرهها احيانا في التقارير فإن المستحضرات الموضعية المحتوية على الباسيتراسين، بقيت بديل محتمل ل سيلفرسلفاديازين( سلفادين) لحرق المرضى الذين يعانون من فرط التحسس للسلفا. 

البنية الكيميائية ثلاثية الأبعاد للباسيتراسين.

يمكن أن يشترى الباسيتراسين أيضًا، بالشكل النقي لهؤلاء الذين يعانون من فرط التحسس ل البوليميكسين ب، والنيوميسين مكونات تركيبة المنتج.
أيضًا، يستخدم الباسيتراسين عادة كمضاد حيوي كرعاية اضافية على الوشم والختان، وله أفضلية على التركيبات المنتجة مثل النيوسبورين، لأنه يحتوي على القليل من المكونات التي تقلل من فرصة حدوث التفاعل الأرجي.

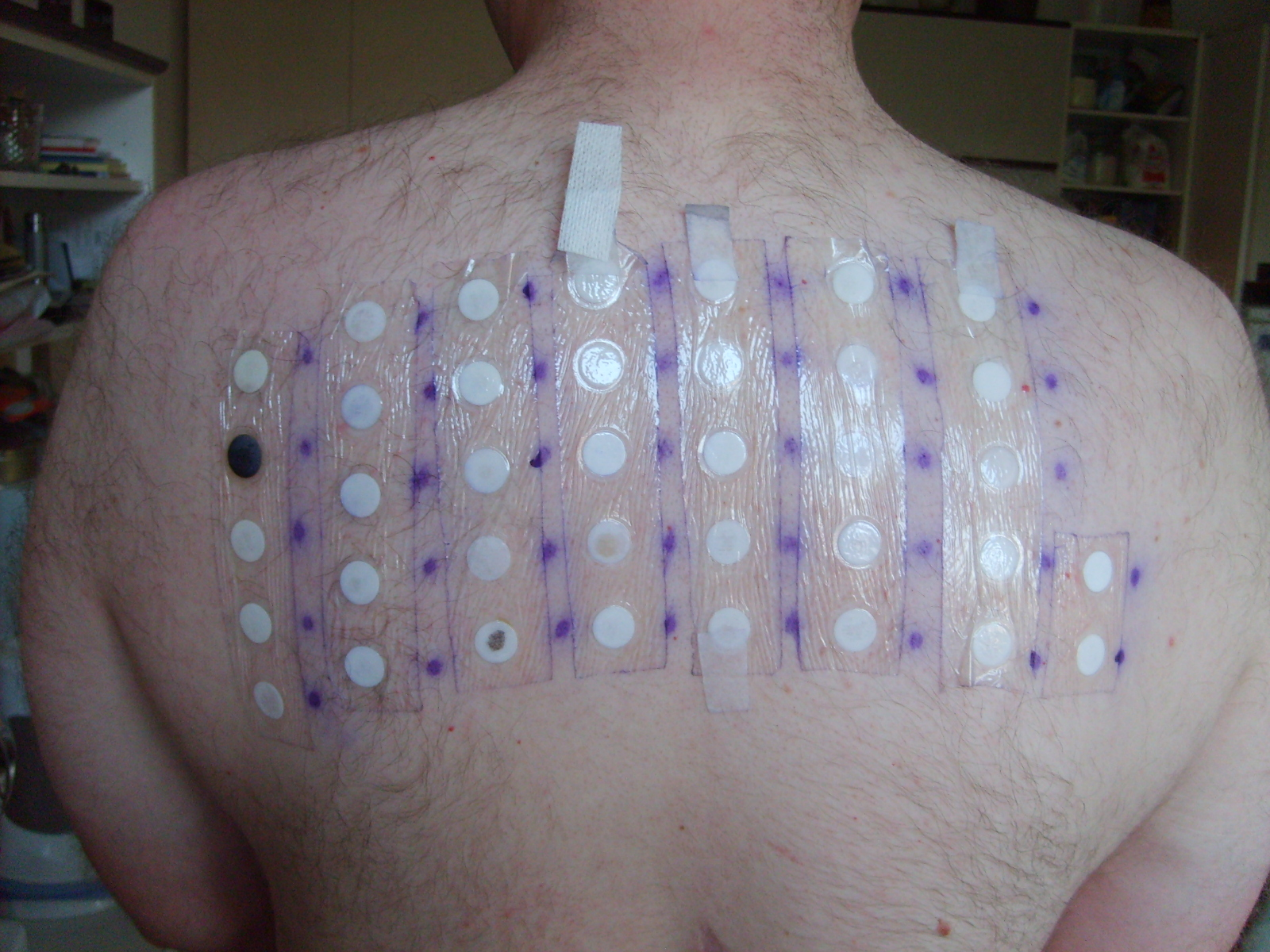
اختبار الرقعة.

في شهرحزيران من عام 2005، كان الباسيتراسين في المستوى السادس، على أكثر المواد المسببة للحساسية انتشارا في اختبارات الرقعة( لتحديد المواد التي تسبب التهاب الحساسية في جلد المريض) (%9.2).
تم التصويت على أنه أحد المواد المسببة للحساسية التي هي شائعة جدا لعام 2003، من قبل الجمعية الأمريكية لالتهاب الجلد التماسي.
في الرضع، نادرا ما يعطى الباسيتراسين داخل العضل لعلاج التهاب الرئة بالعنقوديات، ودُبَيلة عندما يكون سببها كائنات حية مستعدة للباسيتراسين.
هذا الاستخدام محدود للغاية، لأن الباسيتراسين سام للكُلْية، وتركيزه في الدم يجب أن يتابع عن كثب.
يمكن أن يستخدم الباسيتراسين للتمييز بين العِقْدِية المُقَيحة وبين غيرها من أنواع البكتيريا العقدية، مع أن العِقْدِية المُقَيحة تكون حساسة للباسيتراسين، إلا أنه يستخدم في هذه الحالة للتمييز بين العِقْدِية المُقَيحة، وبين عِقْدِيات بيتا المحللة للدم.